# Thomas Augustinussen
Thomas Augustinussen (* 20. März 1981 in Svendborg) ist ein ehemaliger dänischer Fußballspieler. Der Mittelfeldspieler spielte etliche Jahre bei Aalborg BK.
Er begann seine Karriere bei Aabybro IF, ehe er zur Jugendmannschaft des Aalborg BK wechselte. In der Saison 1999/2000 schaffte er den Sprung in die erste Mannschaft und spielte mit dem Verein unter anderem in der Champions League und im UEFA Cup.
Zur Saison 2009/10 verpflichtete ihn der FC Red Bull Salzburg; sein Vertrag lief bis Sommer 2012. In seiner ersten Saison wurde er mit der Mannschaft österreichischer Meister. Am 27. Jänner 2011 einigte man sich auf eine frühzeitige Auflösung des Vertrages. Danach kehrte er zu Aalborg BK zurück, wo er bis zum Karriereende 2016 unter Vertrag stand.

## Erfolge
- Dänischer Meister 2008
- Österreichischer Meister 2010
- Dänischer Pokalsieger 2014